# Olomouc

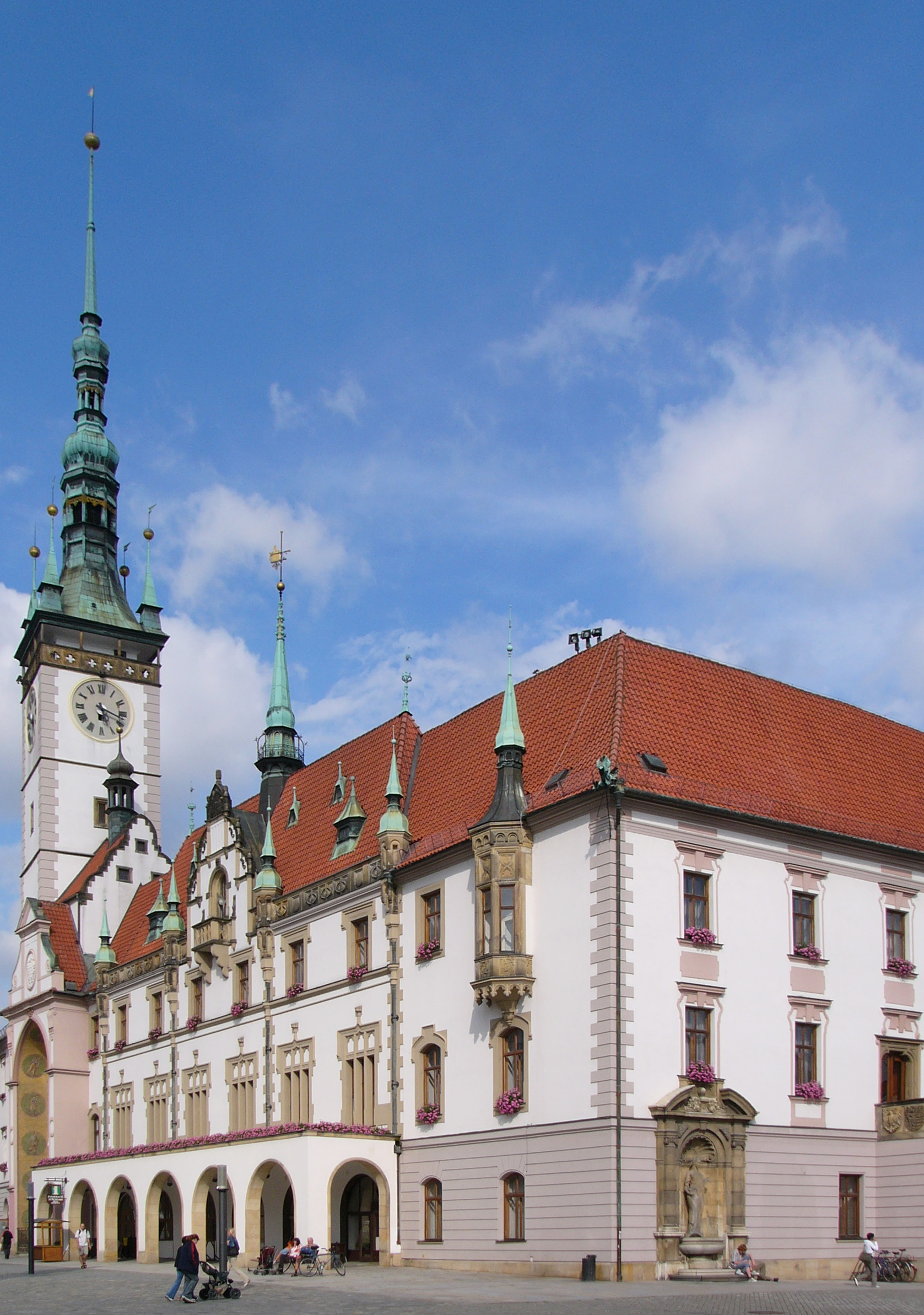
Stadshuset med det astronomiska uret

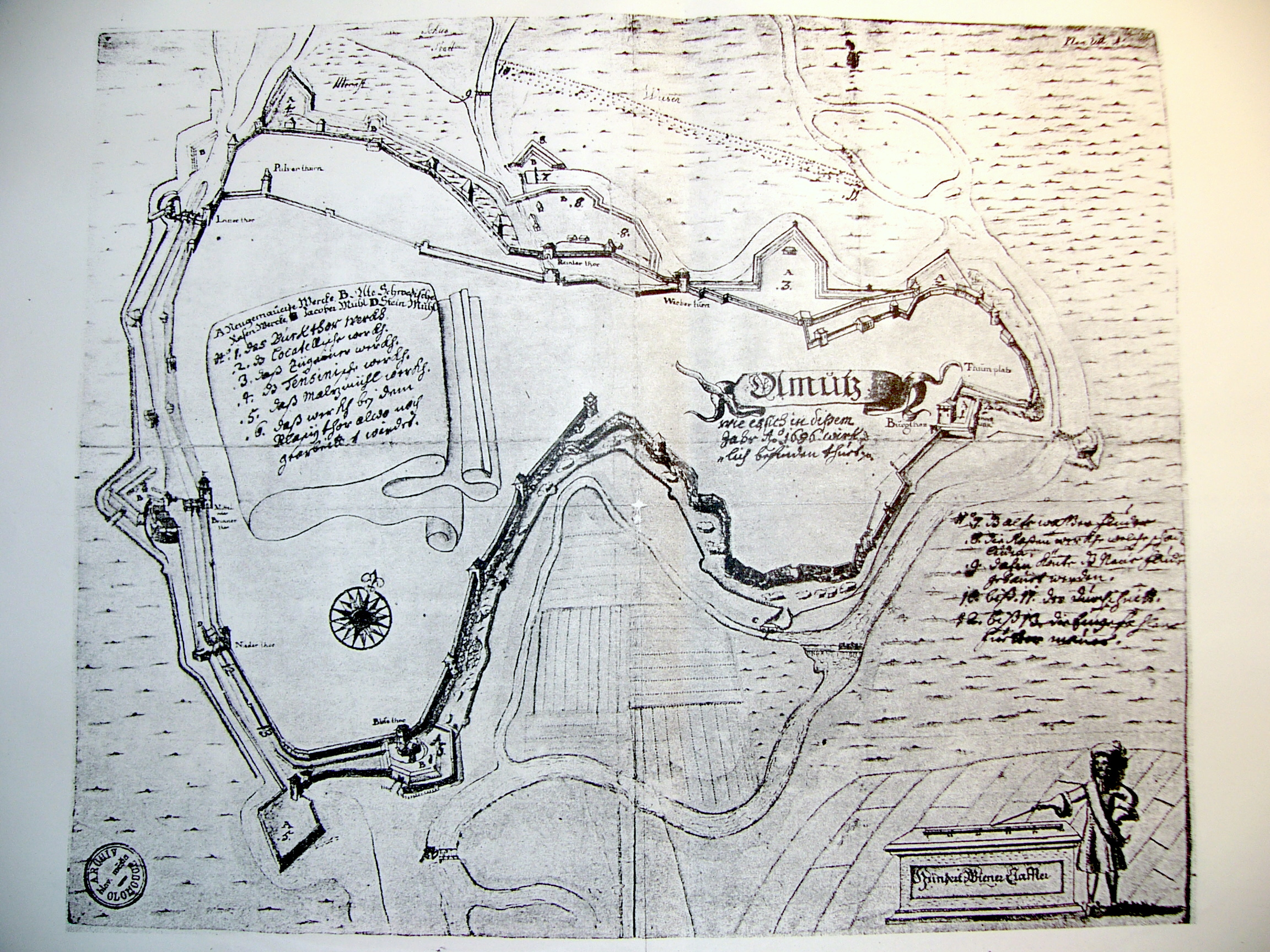
Olomouc befästningar 1686

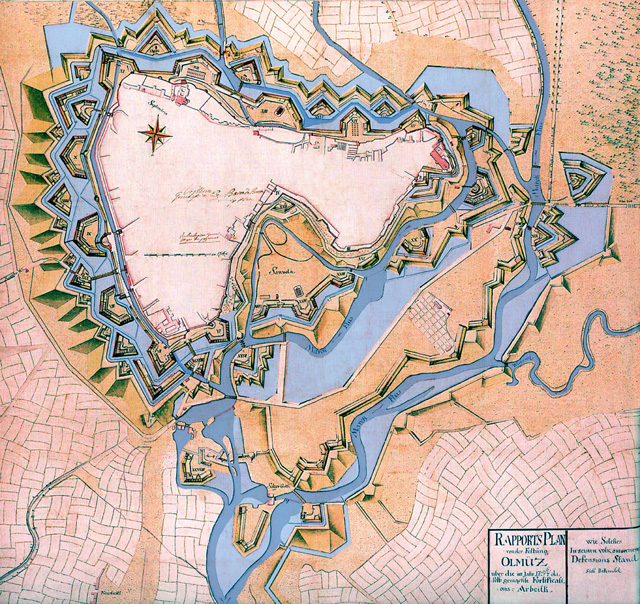
Olomouc fästning 1757

Olomouc (tyska: Olmütz, polska: Ołomuniec, latin: Iuliomontium) är en stad i östra Tjeckien. Staden, som har 100 154 invånare (2016), (452 016 invånare i hela storstadsområdet) är tillsammans med Ostrava den ekonomiskt viktigaste staden i norra Mähren. Den är belägen vid floden Morava, som är en vänsterbiflod till Donau. Några kilometer från staden finns Oders källflöden. Staden är huvudort i regionen Olomouc.
I Olomouc finns världsarvet Trefaldighetskolonnen i Olomouc.

## Arkitektur
I Olomouc stadskärna finns ett antal stora torg, varav det största är utsmyckat med Treenighetskolonnen, som är upptaget på Unescos världsarvslista.
Den främsta av stadens kyrkor är Sankt Wenzels katedral, ombyggd i nygotisk stil på 1800-talet. Byggnaden har dock fått behålla en hel del inslag från den ursprungliga kyrkan, vilken byggdes om ett flertal gånger. Intill katedralen ligger Biskopspalatset, en romansk byggnad med ursprung i 1100-talet. Det kallas ofta felaktigt för Přemysliderpalatset (efter kungadynastin med samma namn), vilket låg intill men inte överlevt till våra dagar. Sankt Moritz kyrka, ett fint exempel på 1400-talets gotik, och Sankt Mikaels barockkyrka är också värda att nämnas. Nära den senare ligger också Sarkanders kapell, rest på samma plats som det gamla stadsfängelset. Både de tortyrredskap som sägs ha använts för att tortera Sankt Johan Sarkander samt hans gravsten finns bevarade i kapellet. Sarkander kanoniserades i samband med påvens besök i Olomouc 1995.
En annan plats som Johannes Paulus II också besökte i staden var Svatý Kopeček (”heliga lilla kullen”), med dess magnifika barockkyrka med utsikt över staden och landskapet. Den mest betydelsefulla sekulära byggnaden i staden är stadshuset, färdigställt på 1400-talet. Beläget mitt på Horní naměstí  (“övre torget”) utgör det en självklar blickpunkt. På den norra fasaden finns ett astronomiskt ur som torde vara unikt i och med att det renoverades under 50-talet i enlighet med den socialistiska realismen. Byggnaden har också ett högt torn, samt ett barockkapell som numera fungerar som museum. Stadens torg visar också upp ett antal barocka fontäner. De flesta av dem har antika motiv, som inkluderar bland annat triton, Julius Caesar och Jupiter.
Universitetet grundades 1573, och heter sedan 1946 Palacký-universitetet.

## Historia
Olomouc sägs ha sitt ursprung i ett romerskt lager under namnet “Mons Julii”. Denna legend har till viss del visats sann genom arkeologiska fynd i staden. Från 600-talet har platsen definitivt varit bebodd. Under det stormähriska imperiet på 800- och 900-talen var staden ett betydelsefull centrum, och bevarade också sin status som Mährens huvudstad fram till trettioåriga kriget. Redan på 900-talet bosatte sig de första judarna i staden. Från 1000-talet har staden varit biskopssäte, och från 1777 ärkebiskopssäte.    
Olomouc blev en av de viktigaste bosättningarna i Mähren och säte för Přemyslid-dynastin. Den siste kungen av dynastin, Wenzel III, blev också mördad i staden. Staden fick sina rättigheter i mitten av 1200-talet, och utvecklades till ett betydelsefullt handels- och maktcentra. Under medeltiden var det Mährens största stad, och förlorade till Brno först under den svenska arméns ockupation 1642-1650.
Fjortonhundratalet var en mörk tid för stadens judar, som vid mitten av århundradet blev förvisade från staden. Men den politiska betydelsen ökade. 1469 valdes Matthias Corvinus till Böhmisk kung i Olomouc av den tjeckiska adeln, och staden blev till en plats för ett flertal kungliga möten och förhandlingar. 
Under Johan III:s katolskvänliga regeringstid studerade svenskar gärna vid det jesuitiska lärosätet i Olomouc.
Under trettioåriga kriget ockuperades som ovan nämnt staden av den svenska armén, ledd av Lennart Torstenson. Efter åtta års tid lämnades staden närmast i ruiner, varpå dess status som Mährens huvudstan gick vidare till Brno, som därefter tog ledningen som regionen centrum. Staden befästes kraftigt av Maria Theresia under krigen mot Fredrik den store på 1700-talet. 1848 abdikerade kejsar Ferdinand I i Olomouc.  
Stadens murar stod kvar fram till 1800-talets slut, då de revs ned och gav plats för parker. Under mellankrigstiden var staden skådeplats för starka motsättningar mellan tyskar och tjecker. De flesta av stadens judar (förbudet för judar att bo i staden upphävdes 1848) sändes under andra världskriget till koncentrationsläger, och stadens imposanta synagoga brändes ned.  Planer finns idag på att bygga upp synagogan igen på dess ursprungliga plats.
Innerstaden är efter Prag Tjeckiens största historiska skyddsområde.

## Kultur
Olomouc har sett till sin storlek ett stort kulturutbud. Det finns flertal teatrar, bland annat Mähriska teatern (Moravské divadlo), Musikteatern (Divadlo hudby) och teater Tramtarie. Staden har också en opera som sätter upp såväl klassiska som samtida verk. Det finns också två konstmuseum och ett otal mindre gallerier. I staden finns också bland annat ett historiskt museum (Arcidiecezni muzeum) och ett bilmuseum ("veteran Arena"). 
Stadens klubbar har ett rikt nattliv, med ett stort antal konserter. 

## Kommunikationer
Staden ligger utmed järnvägen mellan Prag och Prerov, och det finns också mindre järnvägar mot Prostejov, Senice na Hane, Bruntal och Sumperk. Det finns ett flertal stationer, varav den i särklass största och mest betydelsefulla är centralstationen, belägen strax öster om stadskärnan. Därifrån går det tåg till nästan hela Tjeckien, samt ett flertal internationella tåg mot till exempel Polen och Slovakien. Med tåg tar resan till Prag lite över två timmar, och det finns flera avgångar i timmen att välja på. 
Staden har fem spårvägslinjer och ett större antal busslinjer. Spårvagnarna går från fyra på morgonen till midnatt, och i allmänhet med hög frekvens. Från busstationen, belägen strax sydöst om centralstationen, går det både inrikes och utrikes bussar.
Brno och Ostrava är knutna till staden med motorväg, liksom Praghållet fram till staden Mohelnice. Det finns en inre och en yttre ringväg, dock ännu inte färdigställda; länken norr om staden är ännu inte påbörjad. Tyngre lastbilar hänvisas till den yttre på grund av den ofta tunga trafiken på den inre ringvägen. Stadens historiska centrum är i princip avstängt för biltrafik, med undantag för varuleveranser och bilar med särskilt tillstånd.
Stadens cykelnät byggs för närvarande ut, och är relativt bra jämfört med andra städer i Tjeckien. 
Det finns också ett mindre flygfält, men det saknar linjetrafik.